# Kær (vådområde)
 For alternative betydninger, se Kær. (Se også artikler, som begynder med Kær)
Et kær (sml. oldnordisk kjarr el. kjǫrr) kan være både en sump bevokset med tagrør, stargræs og lignende, eller en lille, lavvandet, evt. kunstigt anlagt sø eller dam, med stillestående vand og mange vandplanter.
Ordet anvendes også i overført betydning: Maren i kæret der refererer til et jævnt menneske uden særlige uddannelsesmæssige forudsætninger, eller i udkanten af samfundet.